# 普拉特縣 (密蘇里州)
普拉特县（英語：Platte County）是美国密蘇里州西北部的一個郡，西隔密苏里河與堪薩斯州相望，面積1,106平方公里。根據2020年美國人口普查，共有人口10萬6,718人。縣治普拉特城（Platte City），最大城市堪薩斯城。該縣成立於1838年12月31日，以紀念決定密蘇里州西北界的普拉特購地（源於普拉特河）。